# 小倉末
小倉 末（おぐら すえ、1891年2月18日 - 1944年9月25日）は岐阜県大垣市出身の日本のピアニスト。東京音楽学校（現東京芸術大学）教授。戦前日本を代表する女流ピアニストである。

## 生い立ち
小倉末は、1891年に小倉周一（元大垣藩士小寺専助五男）、紫登の三女として生まれた。幼い頃からドイツ人の義姉マリアよりピアノの手ほどきを受け、1910年3月に神戸女学院を卒業 (4期) した。その前後ですでに演奏活動を行っており、1905年から1911年までに東京音楽学校に学び、その間学内外で演奏を行った記録が残っている。
また、末は「日本最初の婦人ゴルファー」ともいわれている。15歳の時にゴルフ場を作ったアーサー・ヘスケス・グルームの持つ山荘で休憩する姿の写真が、神戸の六甲ゴルフ倶楽部のアルバムに「Miss sueko ogura」の書き込みと共に残されている。

## 学生時代
1911年に東京音楽学校に入学し、ルドルフ・ロイターの指導を受けるが、ロイターは末の才能を賞賛して留学を勧め、同年11月にドイツのベルリン王立音楽院（現ベルリン芸術大学）に留学した。ベルリンではカール・ハインリヒ・バルトにピアノを師事し、2年ほど学んだが、1914年に第一次世界大戦の勃発によりアメリカ合衆国に渡る。

## 教師時代
アメリカに渡り、当初はニューヨークで演奏活動をしていた。そのなかで、1914年10月14日にカーネギーホールの室内楽ホール（現在のワイル・リサイタル・ホール）でGranperry Piano Schoolが開いたピアノリサイタルで演奏した記録が残っている。これは日本人がカーネギーホールで演奏した中で最も古いものである可能性がある。
その後シカゴに移りメトロポリタン音楽院（現在は閉校）の教授として招聘された。
1916年4月に日本に戻り、翌1917年からは教授に任命され、多数の演奏会を開催した。1944年6月に音楽学校刷新に併せて辞表を出すまでその職を務めた。その数ヶ月後の1944年9月25日に亡くなっている。1937年に勲四等瑞宝章を受章。墓所は多磨霊園。

## 著書
- 新選ピアノ名曲集 (1932)